# نورا لوستيغ
نورا لوستيغ (بالإنجليزية: Nora Lustig)‏ هي اقتصادية أمريكية، ولدت في 13 يناير 1951 في بوينس آيرس في الأرجنتين.